# Leopoldo Palma
Leopoldo E. Palma (ur. 13 marca 1891 w Santiago) – chilijski lekkoatleta, średniodystansowiec i płotkarz.
Podczas igrzysk olimpijskich w Sztokholmie (1912) nie ukończył biegu eliminacyjnego na 800 metrów. Palma pełnił na tych zawodach funkcję chorążego reprezentacji Chile.
W 1918 zwyciężył w biegu na 400 metrów przez płotki podczas nieoficjalnych mistrzostw Ameryki Południowej.